# Сенюк Микола Михайлович
Сенюк Микола Михайлович («Самбірський»; 1926, с. Старі Кути Косівського р-ну Івано-Франківської обл. — ?) — лицар Бронзового хреста бойової заслуги УПА.

## Життєпис
Освіта — середня: закінчив Коломийську гімназію. В УПА з червня 1944 р. Закінчив старшинську школу (06.-08.1944). Командир чоти сотні УПА «Березівська» куреня «Карпатський» ТВ 21 «Гуцульщина» (1944—1945). Через хворобу переведений до теренової сітки. Референт пропаганди Коломийського надрайонного проводу ОУН (1946). У жовтні 1946 р. явився з повинною в органи МДБ. Не був засуджений. Проживав у м. Львові, працював викладачем Львівського торгово-економічного інституту. Відзначений Бронзовим хрестом бойової заслуги (1.02.1945).